# Nicolaus Nielsen

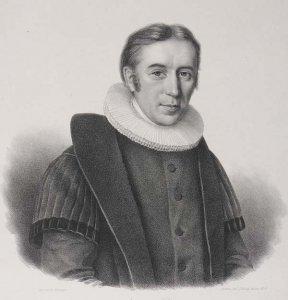
Nicolaus Nielsen, Lithographie nach einem Porträt von Jacob Jensen Hörup (1840)

Nicolaus Johann Ernst Nielsen (* 19. April 1806 in Rendsburg; † 26. Januar 1883 in Oldenburg) war ein deutscher evangelischer Theologe.

## Leben
Nicolaus Johann Ernst Nielsen wurde auf einem Gymnasium in Rendsburg herrenhutisch vorgebildet. Bereits seit seiner Kindheit wollte er in ein geistliches Amt treten; so begann er 1826 ein Theologiestudium an der Christian-Albrechts-Universität zu Kiel. Später wechselte er zur Friedrich-Wilhelms-Universität zu Berlin, wo er Vorlesungen von Friedrich Schleiermacher und Daniel Amadeus Neander hörte. 1830 bestand er sein Amtsexamen und war darauf auf Vermittlung von Schleiermacher als Hauslehrer von Claus Harms jüngsten Sohn tätig. Seine erste Pfarrstelle erhielt Nielsen im Jahr 1832 in Groß Sarau. Nach acht Jahren dortiger Tätigkeit wechselte er an die Dreifaltigkeitskirche (Schleswig) nach Schleswig; zugleich wurde er auch Propst der Hüttener Harde, geistliches Mitglied der Regierung Schleswig-Holsteins sowie des Oberkonsistoriums. Am 10. Juni 1841 wurde ihm das Ritterkreuz des Dannebrog-Ordens verliehen (später aberkannt).
Weitere fünf Jahre danach, 1847, wurde er auch Oberkonsistorialrat. 1848 ernannte ihn die Provisorische Regierung zum Generalsuperintendenten der deutschsprachigen Bevölkerung im Herzogtum Schleswig, während sie Johannes Andreas Rehhoff in das parallele Amt für die dänischsprachige Seelsorge berief. Die Universität Kiel verlieh Nielsen ein Jahr später den theologischen Ehrendoktorgrad. Während dieser Zeit war er auch Abgeordneter der Landesversammlung Schleswig-Holsteins. Einer 1849 veröffentlichten Schrift von Nielsen folgte ein Streit mit Ludwig Nikolaus Scheele, doch als der Streit erlosch, verlor Nielsen am 8. April 1850 seine Ämter, da er sich während der Schleswig-Holsteinischen Erhebung für die deutsche Seite engagiert hatte.
Unmittelbar danach zog er um nach Kiel, wo er an der Klosterkirche Andachten hielt. Pfarrer zu Eutin wurde er 1851 und zugleich auch Superintendent des zum Großherzogtum Oldenburg gehörenden Fürstentums Lübeck. Das Problem dabei bestand jedoch darin, dass das Gebiet von Holstein umgeben war, und sollte Nielsen dieses betreten, hätte dies mit der Gefangennahme durch die dänische Regierung geahndet werden müssen (von der Amnestie von 1851 war er ausdrücklich ausgenommen). Für ihn kam es gerade recht, dass er bereits 1853 als Oberhofprediger und Kirchenrat nach Oldenburg geschickt wurde. Nachdem er 1867 dort zum geheimen Oberkirchenrat befördert worden war, trat er 1879 in den Ruhestand. Diesen verbrachte er weiterhin in Oldenburg, wo er am 26. Januar 1883 im Alter von 76 Jahren verstarb.

## Wertung
Nielsen vertrat, wie auch der größere Teil der oldenburgischen Pfarrerschaft, eine tolerante vermittlungstheologischen Grundposition. Damit gelang es ihm, zwischen den gegensätzlichen konfessionell-lutherischen und den protestantisch-liberalen Positionen innerhalb der protestantischen Kirche Oldenburgs zu vermitteln und den Ausgleich der innerevangelischen Konfessionsgegensätze förderte. Den in diesem Sinne tätigen Gustav-Adolf-Verein unterstützte er als dessen Mitglied im Provinzial- und Zentralvorstand. Unter seiner Führung schlossen sich andere an der christlichen Mission interessierte Pastoren und Gemeindegliedern des Oldenburger Landes der Norddeutschen Mission in Bremen an. Sein religionspädagogisches Interesse zeigte sich als Mitglied des Evangelischen Oberschulkollegiums, an dem er an allen das Schulwesen und die Lehrerausbildung betreffenden Entscheidungen Anteil nahm, sowie an verschiedenen veröffentlichten Schriften. Auch hier kam seine aus gleichende Art zur Geltung.

## Familie
Am 29. Mai 1833 verheiratete Nielsen sich mit Johanna Katharina Juliana Drewes. Ihre gemeinsame Tochter Magdalene (1834–1864) war die Mutter des Goetheforschers Hans Gerhard Gräf.

## Auszeichnungen
- Oldenburgischer Haus- und Verdienstorden des Herzogs Peter Friedrich Ludwig:
  - 1861 Ehren-Ritterkreuz II. Klasse
  - 1863 Ehren-Ritterkreuz I. Klasse
  - 1874 Ehren-Komturkreuz
- Königlicher Kronen-Orden (Preußen), II. Klasse (1872/73)
- Roter Adlerorden, II. Klasse (1874)
- Albrechts-Orden, Komtur II. Klasse (1878)

## Werke
- Die Seligpreisungen des Herrn in neun Predigten (1838)
- Die sieben Sendschreiben der Offenbarung Johannes in acht Predigten (1840)
- Liturgische Studien und Stimmen über eine Kirchenagende (1842)
- Materialien zur Appellation für Schleswig-Holstein und dessen Geistlichkeit unter Mittheilung von Acten, an Alle, in Dänemark nicht weniger als in Deutschland, die Gott fürchten und Recht thun (1849)
- Vorträge in Beziehung auf die schleswig-holsteinische Landessache (1851)
- Wortsinn und Bau des kleinen Lutherischen Catechismus. Eutin (1852–1853)
- Konfirmandenbereitung (Oldenburg 1860)
- Geschichte des Gustav-Adolf-Vereins. Oldenburg (1880)
- Zur Statistik der Oldenburgischen evangelisch-lutherischen Kirche. Oldenburg (1881)